# Holidotea unicornis
Holidotea unicornis là một loài chân đều trong họ Holidoteidae. Loài này được Barnard miêu tả khoa học năm 1920.